# Annie Londonderry
Annie Cohen Kopchovsky (1870–1947), coneguda com a Annie Londonderry, immigrant letona establerta als Estats Units que, entre 1894 i 1895, va ser la primera dona a fer la volta al món amb bicicleta. Va ser una dona lliurepensadora, que es va reinventar ella mateixa com a emprenedora, esportista i rodamon sota el pseudònim d'Annie Londonderry.

## Biografia
Annie Cohen va néixer a Letònia el 1870, filla de Levi (Leib) i Beatriu (Basha) Cohen. El 1875, la seva família es va traslladar als Estats Units i Annie va esdevenir ciutadana americana. Es van instal·lar a Boston en un bloc de pisos de Spring Street. Es va casar amb Simon “Max” Kopchovsky, un venedor ambulant. Van tenir quatre fills. Max, jueu ortodox, anava a la sinagoga i estudiava la Torà mentre l'Annie venia espais publicitaris per a diferents diaris de Boston.

## La idea
La idea de fer la volta al món en bicicleta va sorgir d'un antic estudiant de Harvard, EC Pfeiffer, que, sota el pseudònim de Paul Jones, el 1894, va començar a fer la volta al món, i va apostar 5.000 dòlars que la faria en un any. Dues setmanes més tard, es va saber que era un engany. Més tard, dos homes adinerats de Boston, probablement el metge Albert Reeder i el coronel Albert Papa, amo de Papa Manufacturing Company de Boston i Hartford, que entre altres coses fabricava bicicletes, van apostar 10.000 dòlars que cap dona podia fer la volta al món amb bicicleta. Aquests van reptar a fer-la a l'Annie a canvi de 10.000 dòlars. Contra tot pronòstic, va acceptar.
Annie havia arribat a un acord publicitari amb l'empresa Londonderry Lithia Spring Water Company, segons el qual li pagaven 100 dòlars a canvi de dur una placa publicitària a la part posterior de la bicicleta i de canviar-se el cognom. Aquell dia l'Annie va adoptar el pseudònim del cognom de la marca.

## La volta al món
Cap a les 11 del dia 27 de juny de 1894, va iniciar el viatge des de la Massachusetts State House. Tenia 24 anys i duia una faldilla llarga amb brusa de coll, un recanvi de roba i una pistola per protegir-se. Es dirigia cap a Chicago pels camins públics que indicaven els llibres especialitzats que li oferien tota mena d'informació: llocs d'interès, llocs on menjar i hotels amb descomptes per a ciclistes. Annie podia fer entre 8 i 10 milles per dia.
Annie va arribar a Chicago el 24 de setembre; havia perdut molt de pes però tenia ganes de continuar el viatge. L’hivern s'apropava i era conscient que no tenia prou de temps per creuar les muntanyes de San Francisco abans que arribés la neu. La Sterling Bicycle Co. li va oferir un altre model de bicicleta, més lleuger, pesava la meitat que l'anterior però no tenia fre. Alhora, va aprofitar per canviar de roba i fer servir pantalons per anar més còmoda. Va estar quinze mesos de viatge i per allà on passava despertava admiració. La seva bicicleta es va convertir en un anunci mòbil on moltes marques hi volien figurar.
El 24 de novembre de 1894, Annie estava a Nova York i va agafar el vaixell La Touraine, amb destí a la costa nord de França, va arribar el 3 de desembre. Malgrat els problemes burocràtics que va patir, va anar de París a Marsella en dues setmanes. Des de Marsella va agafar el vaixell Sidney cap a Egipte, Jerusalem, Iemen. Va agafar un vaixell cap a Colombo i Singapur. El 9 de maç de 1895 va sortir del Japó en direcció a San Francisco, Los Angeles, Arizona, Nou Mèxic i El Paso, on va patir un petit accident. Va continuar cap a Denver, Nebraska. El 12 de setembre de 1895, Annie va arribar a Chicago, sana i estàlvia, tan sols amb un canell malmès a causa d'una caiguda. Va arribar acompanyada de dos ciclistes que havia conegut a Clinton, Iowa. Havia trigat 14 dies menys del que estava previst i els dos apostadors li van pagar els 10.000 dòlars. Va tornar a casa seva, a Boston, el 24 de setembre, quinze mesos després de la seva sortida.

## Nova Vida
Quan va tornar, Annie i la seva família es van traslladar a viure a Nova York, on, durant molt de temps, va treballar com a periodista al New York World.
L'11 de novembre de 1947, va morir a Nova York en l'anonimat.
L'any 2007, un nebot seu va escriure Around the World on Two Wheels: Annie Londonderry's Extraordinary Ride.